# Ambiciones (serie de televisión argentina)
Ambiciones fue una serie de televisión unitaria argentina, estrenada el 10 de octubre de 2005 y emitida por Telefe, todos los miércoles a las 23:00. Fue una producción de Telefe Contenidos. Protagonizada por Susú Pecoraro, Celeste Cid, Joaquín Furriel, Carlos Belloso y Fernán Mirás. Coprotagonizada por Maxi Ghione y Antonio Birabent. También, contó con las actuaciones especiales de Gloria Carrá y los primeros actores Thelma Biral y Roberto Carnaghi.

## Sinopsis
Una historia de amor, poder, suspenso y fantasía, que deja ver en sus capítulos la madeja de intereses cruzados y personajes dentro y fuera del sistema.
Desde el primer capítulo, la historia quedará a merced de la intriga, la competencia, la ira y las ambiciones de los personajes que la conforman. Las ambiciones de Lucrecia (Susú Pecoraro), Fernando (Antonio Birabent) y Marga (Thelma Biral) revelarán la feroz lucha interna de una familia por el control definitivo de la empresa que poseen, y cómo el poder los lleva a exhibir su odio. A esas ambiciones se les suman las de un grupo social marginal que a su modo juega a lo mismo. Cristian (Fernán Mirás), que padece de una extraña deficiencia mental, y su mejor amiga Nina (Celeste Cid), formarán parte de esta trama de riquezas cruzadas y jugarán un papel importante en este juego de ambiciones desmedidas, donde los personajes se guardan algo y no se dejan ver como verdaderamente son.

## Elenco

### Protagonistas
- Susú Pecoraro
- Celeste Cid
- Joaquín Furriel
- Carlos Belloso
- Fernán Mirás

### Elenco Secundario
- Thelma Biral
- Roberto Carnaghi
- Gloria Carrá
- Maximiliano Ghione
- Antonio Birabent
- Hernán Peña
- Nahuel Pérez Biscayart
- Daniela Sastre